# Флаг Староюрьевского района
Флаг муниципального образования Старою́рьевский район Тамбовской области Российской Федерации — опознавательно-правовой знак, служащий официальным символом муниципального образования.
Ныне действующий флаг утверждён 26 августа 2011 года и 2 ноября 2011 года внесён в Государственный геральдический регистр Российской Федерации с присвоением регистрационного номера 7214.

## Описание
Описание первого флага, утверждённого 27 мая 2011 года решением Староюрьевского районного Совета народных депутатов № 39, гласило:
«Прямоугольное полотнище с отношением ширины к длине 2:3, состоящее из двух горизонтальных полос голубой и зелёной (в отношении 3:1) и воспроизводящее композицию герба района: на голубой части — жёлтая лира под таковой же восьмиконечной звездой между двух жёлтых сторожевых башен, а на зелёной части полотнища — белая волнистая полоса шириной 1/10 ширины полотнища».
Решением Староюрьевского районного Совета народных депутатов от 26 августа 2011 года № 45, восьмиконечная звезда была заменена на пятиконечную и описание флага стало гласить:
«Прямоугольное полотнище с отношением ширины к длине 2:3, состоящее из двух горизонтальных полос голубой и зелёной (в отношении 3:1) и воспроизводящее композицию герба района: на голубой части — жёлтая лира под таковой же пятиконечной звездой между двух жёлтых сторожевых башен, а на зелёной части полотнища — белая волнистая полоса шириной 1/10 ширины полотнища».

## Символика

Герб рода Новиковых

Флаг разработан на основе герба, который языком символов и аллегорий отражает природные, исторические и культурные особенности Староюрьевского района.
Староюрьевский район был образован из бывшего Козловского уезда Тамбовской области. В средние века, когда южная граница Руси проходила по землям современной Тамбовской области, здесь была построена Козловская и Тамбовская сторожевые черты, представлявшие собой глубокий ров с насыпным валом, в разрывах которого ставились деревянные сторожевые башни.
Староюрьевский район — связан со многими известными деятелями науки и культуры России. Здесь родились композитор и театральный деятель А. Н. Верстовский (имение Селивёрстово, близ села Мезинец) и писатель, публицист, просветитель А. И. Новиков (Новоалександровка). В селе Спасском работал крепостной художник, ученик великого А. Г. Венецианова — Г. В. Сорока. На берегу реки Вишнёвки (село Вишневое) находилась усадьба адвоката с европейской славой Ф. Н. Плевако.
Фигуры флага Староюрьевского района отражают:
— две сторожевые башни — аллегория Козловской сторожевой черты;
— лира — символизирует уроженца Староюрьевского района А. Н. Верстовского;
— пятиконечная звезда — фигура из герба рода Новиковых — символизирует А. И. Новикова;
— волнистый пояс — аллегория реки Лесной Воронеж, пересекающей всю территорию района с севера на юг.
Голубой цвет (лазурь) — символ возвышенных устремлений, искренности, преданности, возрождения.
Зелёный цвет символизирует природу, весну, здоровье, молодость и надежду.
Жёлтый цвет (золото) — символ высшей ценности, величия, богатства, урожая.
Белый цвет (серебро) — символ чистоты, открытости, божественной мудрости, примирения.